# 米奇·艾爾邦
米奇·阿尔博姆（Mitch Albom， 1958年5月23日—），美国體育記者、小說家、《底特律自由報》專欄作家。

## 生平
艾爾邦畢業于布蘭戴斯大學和哥倫比亞大學。他撰寫報紙專欄，主持廣播節目，曾十度被美聯社選為「最佳體育專欄作家」，體育專欄曾經集結出版。在成為作家之前，他當過業餘拳擊手、畫家、音樂家。目前在許多個慈善機構裡擔任董事，現在和妻子定居於美國密西根州。著有《最後14堂星期二的課》、《在天堂遇見的五個人》、《再給我一天》、《一點小信仰》、《時光守護者》、《來自天堂的第一通電話》、《六根藍色魔弦》與《在天堂遇見的下一個人》。其書籍涵蓋人生的種種，表達的手法以故事的形式讓人重新思考「活著」的意義。所著的書都大獲好評，其中《最後14堂星期二的課》、《在天堂遇見的五個人》及《一點小信仰》更被改編成電影。